# Maurizio Mariani

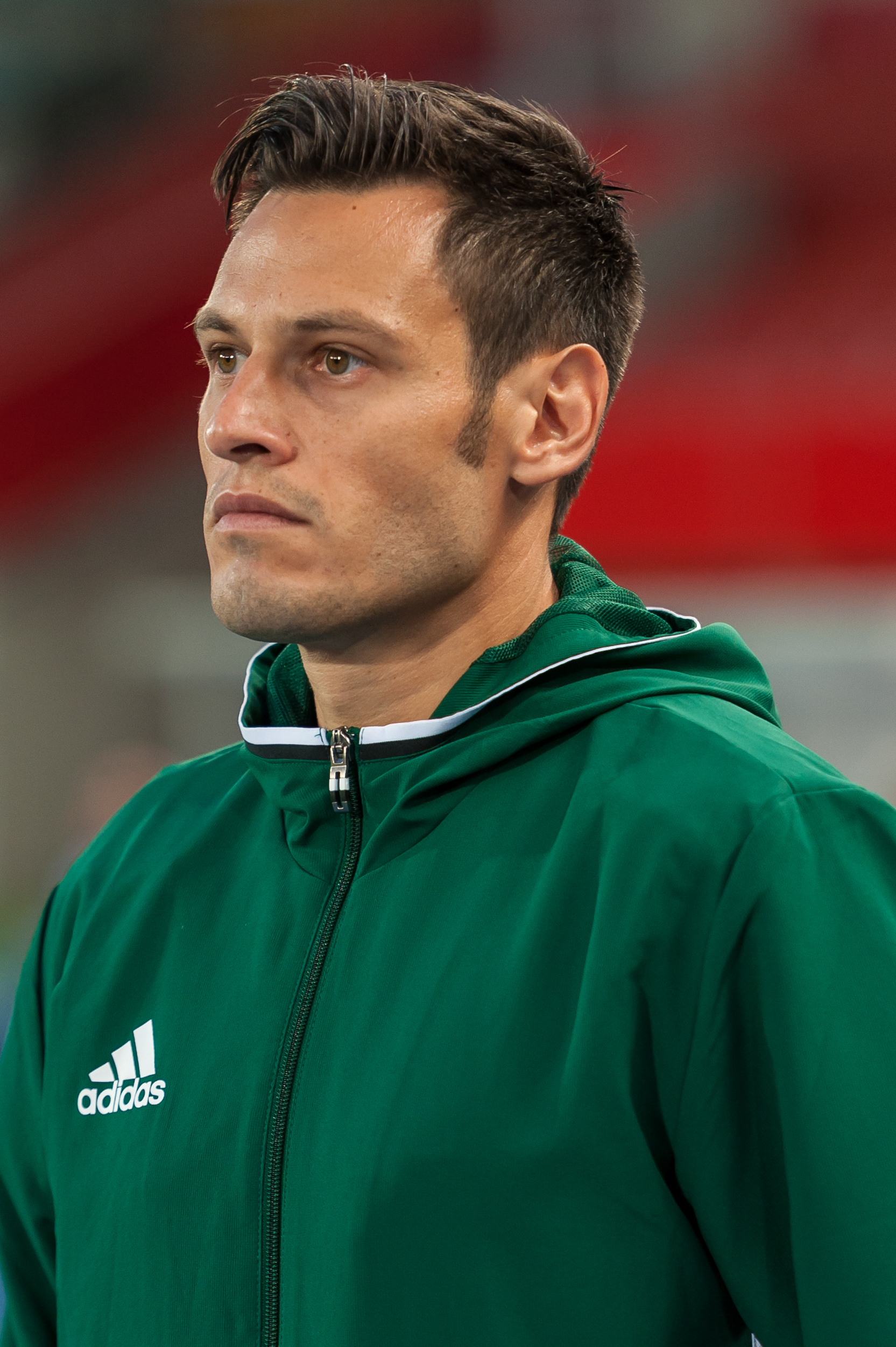
Maurizio Mariani (2016)

Maurizio Mariani (* 25. Februar 1982 in Rom) ist ein italienischer Fußballschiedsrichter.

## Werdegang
Mariani leitet seit der Saison 2011/12 Spiele in der Serie B und seit der Saison 2012/13 Spiele in der Serie A.
Seit 2019 ist er FIFA-Schiedsrichter und leitet internationale Fußballspiele.
Bei der U-21-Europameisterschaft 2021 in Slowenien und Ungarn pfiff Mariani zwei Gruppenspiele und das Viertelfinale zwischen den Niederlanden und Frankreich (2:1). Bei der Europameisterschaft der Frauen 2022 in England wurde er als Videoschiedsrichter eingesetzt.
Im Sommer 2024 nahm Mariani an der Copa América in den USA teil. Gemeinsam mit seinen Assistenten Daniele Bindoni und Alberto Tegoni sowie den Videoschiedsrichtern Marco di Bello und Aleandro Di Paolo repräsentierte er die UEFA im Rahmen eines Austauschprogramms mit dem südamerikanischen Kontinentalverband. Im Gegenzug leitete ein Gespann um den Argentinier Facundo Tello Spiele bei der zeitgleich stattfindenden Europameisterschaft in Deutschland.
Seit der zweiten Hälfte der Saison 2024/25 zählt Mariani zur Gruppe der UEFA-Elite-Schiedsrichter, der höchsten Schiedsrichter-Kategorie.

## Einsätze bei der Copa América 2024
| Phase         | Datum         | Spielort  | Heimmannschaft | Gastmannschaft | Ergebnis  |
| ------------- | ------------- | --------- | -------------- | -------------- | --------- |
| Gruppenphase  | 23. Juni 2024 | Arlington | USA            | Bolivien       | 2:0 (2:0) |
| Gruppenphase  | 30. Juni 2024 | Austin    | Jamaika        | Venezuela      | 0:3 (0:0) |
| Viertelfinale | 6. Juli 2024  | Glendale  | Kolumbien      | Panama         | 5:0 (3:0) |